# Antonio Franco (football)
 (septembre 2014).
Si vous disposez d'ouvrages ou d'articles de référence ou si vous connaissez des sites web de qualité traitant du thème abordé ici, merci de compléter l'article en donnant les références utiles à sa vérifiabilité et en les liant à la section « Notes et références ».
Pour les articles homonymes, voir Antonio Franco et Franco (homonymie).
Antonio Franco Florensa, né le 25 octobre 1911 à Lérida (Catalogne, Espagne) et mort le 30 juin 1996 dans la même ville, est un footballeur espagnol qui jouait au milieu de terrain avec le FC Barcelone entre 1934 et 1943.

## Biographie
Il commence à jouer avec l'Espanyol de Barcelone en 1932. En 1934, il est recruté par le FC Barcelone où il joue jusqu'en 1943. Il est capitaine de l'équipe lors des dernières saisons. Il joue 131 matchs et marque 3 buts. Il est membre de l'équipe championne de la Coupe d'Espagne en 1942.
Le 26 décembre 1943, un match d'hommage est organisé en son honneur entre le FC Barcelone et le Real Madrid (victoire 4 à 0 du Barça).
Il devient ensuite entraîneur de l'UE Lleida entre 1944 et 1947.

## Palmarès
Avec le FC Barcelone :
- Vainqueur de la Coupe d'Espagne en 1942 ;
- Champion de Catalogne en 1935, 1936 et 1938.